# 工农镇
工农镇，是中华人民共和国四川省广元市利州区曾经下辖的一个镇。2019年12月，撤销工农镇，将原工农镇千佛崖社区、瓷窑铺社区、大塘村、小塘村、千佛村、小岩村、虎星村、亮垭村、枫香村、三颗村、学地村所属行政区域划归嘉陵街道管辖，嘉陵街道办事处驻日新巷20号。

## 行政区划
工农镇撤销前下辖以下地区：
千佛岩社区、千佛村、虎星村、三颗村、小岩村、亮垭村、枫香村、学地村、大塘村、小塘村和联盟村。